# Арнц, Петер
Петрус Вильгельмус Арнц (нидерл. Petrus Wilhelmus Arntz; род. 5 февраля 1953, Убберген, Гелдерланд) — нидерландский футболист, игравший на позиции полузащитника. С 1997 по 2011 года был скаутом клуба АЗ.

## Клубная карьера
Во взрослом футболе дебютировал в 1970 году за «Гоу Эхед Иглз», в которой провел шесть сезонов, приняв участие в 151 матче чемпионата. Большинство времени, проведенного в составе клуба из Девентера, был основным игроком команды.
В 1976 году перешел в клуб АЗ-67, за который отыграл 9 сезонов. Играя в составе клуба из Алкмара, также часто выходил на поле в основном составе команды. Завершил профессиональную карьеру футболиста в 1985 году.

## Международная карьера
Дебют за национальную сборную Нидерландов состоялся 30 апреля 1975 года в товарищеском матче против сборной Бельгии. Был включен в состав на Чемпионат Европы 1976 в Югославии, где сыграл только в матче за 3-е место. Всего Арнц провёл за сборную 5 матчей.

## Статистика

### Матчи Арнца за сборную Нидерландов
| Матчи Арнца за сборную Нидерландов | Матчи Арнца за сборную Нидерландов | Матчи Арнца за сборную Нидерландов | Матчи Арнца за сборную Нидерландов | Матчи Арнца за сборную Нидерландов | Матчи Арнца за сборную Нидерландов |
| ---------------------------------- | ---------------------------------- | ---------------------------------- | ---------------------------------- | ---------------------------------- | ---------------------------------- |
| №                                  | Дата                               | Соперник                           | Счёт                               | Голы Арнца                         | Соревнование                       |
| 1                                  | 30 апреля 1975                     | Бельгия                            | 0:1                                | —                                  | Товарищеский матч                  |
| 2                                  | 31 мая 1975                        | Югославия                          | 0:3                                | —                                  | Товарищеский матч                  |
| 3                                  | 19 июня 1976                       | Югославия                          | 3:2                                | —                                  | Чемпионат Европы 1976              |
| 4                                  | 6 января 1981                      | Италия                             | 1:1                                | —                                  | Золотой кубок чемпионов мира       |
| 5                                  | 22 февраля 1981                    | Кипр                               | 3:0                                | —                                  | Чемпионат мира 1982 (отбор)        |

Итого: 5 матчей / 0 голов; 2 победы, 1 ничья, 2 поражения.

## Достижения

### Клубные
- Чемпион Нидерландов: 1980/81
- Обладатель Кубка Нидерландов: 1977/78, 1980/81, 1981/82
- Финалист Кубка УЕФА: 1980/81

### В сборной
- Бронзовый призёр чемпионата Европы: 1976